# Abbaye de Kirkstead
L’abbaye de Kirkstead est une ancienne abbaye cistercienne située dans la ville de Woodhall Spa (dans le comté du Lincolnshire), en Angleterre. Comme la plupart des abbayes britanniques, elle a été fermée par Henry VIII durant la campagne de dissolution des monastères.

## Histoire

### Première et seconde fondations
L'abbaye est fondée en 1139 par Hugues Brito, seigneur de Tattershall qui aurait visité l'abbaye de Fountains et aurait été très favorablement impressionné par la vie des moines, au point de désirer en faire venir sur ses terres. Il leur donne donc « place of horror like a vast solitude » (« un lieu horrible comme un grand désert »), une plaine entourée de broussailles et de marécages, sur la rive orientale de la Witham. Mais ce premier site, malgré sa taille, ne suffit pas aux besoins des moines. Cinquante ans après la donation, en 1187, Robert, fils d'Hugues, propose aux cisterciens un nouveau site, toujours sur ses terres.
Entretemps, vers 1155, sans qu'on sache bien pourquoi puisqu'elles ne sont pas directement liées, Kirkstead reçoit des biens qui avaient été donnés à l'abbaye bretonne de Bégard (quoique situés dans le Lincolnshire).

### Moyen Âge
L'abbaye de Kirkstead est un exemple particulièrement notable de monastère cistercien. En effet, ses deux premiers abbés sont des moines bénédictins qui ont choisi de quitter ce dernier ordre pour l'ordre cistercien afin de retrouver la pureté de la règle de saint Benoît ; ils sont donc particulièrement vigilants à l'application de celle-ci.
Au XIVe siècle, comme beaucoup de monastères britanniques, alors qu'elle est florissante et attire de nombreux moines, l'abbaye de Kirkstead souffre de nombreux troubles, au premier rang desquels la Peste noire, qui l'amoindrit durablement.

### Liste des abbés de Kirkstead
- Robert de Sutholme ou de Southwell, élu en 1139 ;
- Walter, attesté vers 1156 ;
- Richard, attesté en 1190 ;
- Thomas, attesté de 1202 à 1206 ;
- William, attesté en 1208 et en 1210 ;
- Henry, attesté de 1219 à 1234 ;
- Hugh, attesté de 1239 à 1245 ;
- Henry ;
- Simon, attesté en 1250 ;
- William, attesté de 1253 à 1260 ;
- John, attesté en 1266 ;
- Simon, attesté de 1275 à 1279 ;
- Robert of Withcall, attesté de 1303 à 1310 ;
- Thomas, élu en 1312 ;
- John (de Louth), élu en 1315, attesté en 1331 ;
- John (de Lincoln), élu en 1336, attesté en 1339 ;
- William, attesté en 1347 ;
- Thomas of Nafferton, attesté en 1367 et en 1372 ;
- Richard of Upton ;
- Thomas, élu avant 1404 ;
- Richard Wainfleet, attesté en 1433 ;
- Richard Herbotyl, attesté en 1469 ;
- Roger, attesté en 1471 ;
- Ralf, attesté en 1471 ;
- Thomas, attesté en 1504 ;
- John Rawlinson, attesté de 1510 à 1521 ;
- John Tad caster, attesté en 1522 ;
- Richard Harrison, dernier abbé, attesté à partir de 1529[5].

### Dissolution du monastère
En 1537, comme l'immense majorité des monastères britanniques, à la suite de la rupture entre Henry VIII et l'Église catholique, l'abbaye de Kirkstead est fermée et détruite lors de la campagne de dissolution des monastères. Trois de ses moines ainsi que Richard Harrison, le dernier abbé, ayant participé au pèlerinage de Grâce sont, de surcroît, condamnés à mort le 6 mars de cette même année.

## Architecture
D'un point de vue architectural, la ruine actuelle des bâtiments ne permet guère de connaître l'aspect de l'abbaye. Néanmoins, on sait qu'à l'instar d'autres abbayes cisterciennes du Lincolnshire, elle s'inspirait beaucoup du modèle qu'offrait sa maison-mère, l' abbaye de Fountains ; on constate cette disposition notamment dans la structure des murs de l'abbatiale, qui montre une élévation à trois niveaux, la partie médiane étant percée de deux baies jumelées ouvrant sur des combles. Cet agencement n'est d'ailleurs pas une invention britannique, puisque l'abbaye de Preuilly, cinquième fille de Cîteaux, l'avait mis en place dès les années 1120.